# Atlas Coelestis

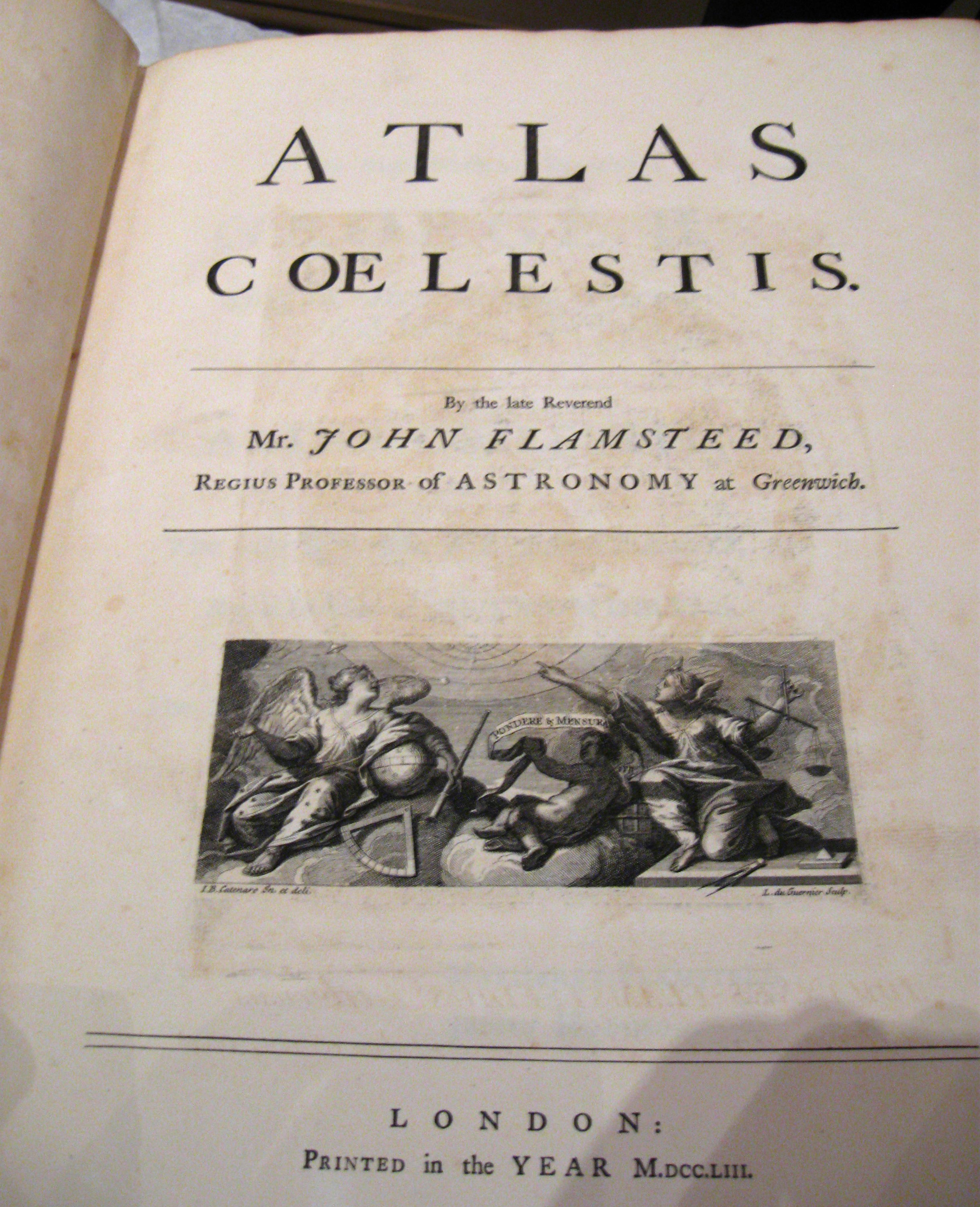
Титульная страница копии, хранящейся в Музее и художественной галерее Дерби

«Atlas Coelestis» — атлас звёздного неба, основанный на наблюдениях, сделанных Первым королевским астрономом Джоном Флемстидом. Атлас был издан в 1729 году, уже после смерти автора.
«Атлас» имеет самый большой формат из всех изданных к тому времени и включает 26 карт основных созвездий, видимых в Гринвиче, с изображениями в стиле рококо авторства Джеймса Торнхилла. В нём также приведены две планисферы, созданные Абрахамом Шарпом.

## История
До появления данного атласа в Британии существовал опубликованный в 1725 году каталог «Stellarum inerrantium Catalogus Britannicus» (или просто «British Catalogue» — «Британский каталог») на 2919 звезд.
Одной из основных целей нового издания «Атласа» было желание Джона Флемстида изменить изображение созвездий, принятое Иоганном Байером в его «Уранометрии» (1603 год). У Байера фигуры созвездий, изображающие людей, часто повёрнуты спиной к зрителю (а не передом, как это велось со времен Птолемея). Это создавало путаницу в тех именах звёзд, где есть характеристика «правый» или «левый».
«Atlas Coelestis» был издан только через десять лет после смерти Флемстида его вдовой при помощи Джозефа Кроствэйта (Joseph Crosthwait) и Абрахама Шарпа, став первым подобным изданием, основанным на телескопических наблюдениях.
Публикация имела успех, став основным объектом ссылок профессиональных астрономов на ближайший век. Однако же, работу критиковали по трём направлениям: цена была высока, размер велик (что делало использование атласа неудобным), и художественное качество было недостаточно высоко (особенно критиковали иллюстрации Торнхилла, в частности, изображение созвездия Водолея). Это привело доктора Джона Бевиса, открывателя Крабовидной туманности, к попытке улучшить атлас; в 1745 году он издал Uranographia Britannica — меньших размеров, с внесёнными уточнениями и более художественными рисунками. Однако работа не была издана официально, и на текущий момент известно всего 16 её копий.
В итоге, после дополнительных наблюдений звёзд, проведённых в 1690-е годы, французский инженер Жана Николаса Фортина (Jean  Nicolas Fortin) в 1770-х под контролем астрономов Пьера Ле Монье (Pierre Charles Le Monnier) и Шарля Мессье из Французской академии наук, обновил работу. Новая версия, названная Atlas Fortin-Flamsteed, была по формату в три раза меньше оригинала, но сохранила ту же структуру таблиц. Кроме того, было произведено художественное ретуширование ряда иллюстраций — в частности, Андромеды, Девы и Водолея. Названия созвездий были даны на французском языке; кроме того, были добавлены некоторые туманности, открытые после смерти Флемстида. В 1795 году была опубликована ещё одна обновлённая версия, с дополненным количеством туманностей.